# フードランド (ハワイ)
フードランド（英語: Foodland）はアメリカ合衆国ハワイ州ホノルルに本社を置く会社で、州全体に「Foodland」、「Foodland Farms」、「Sack 'N Save」などのスーパーマーケット・チェーンを展開している。

## 概要

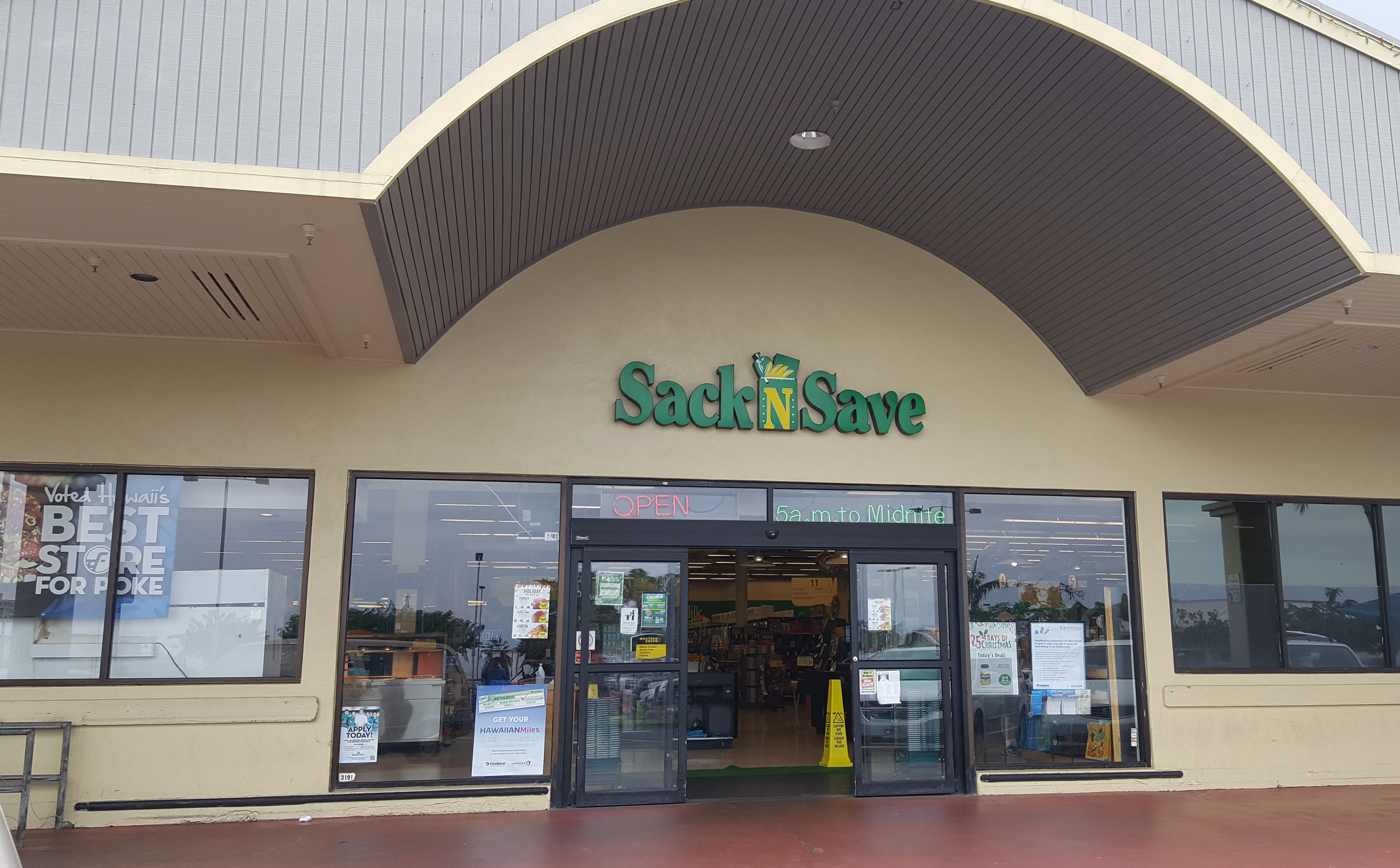
ハワイ島カイルア・コナのSack 'n Save スーパー

フードランドの歴史は、1948年にアイルランドからハワイへ来たモーリス・サリヴァン（Maurice Sullivan）がホノルルに「フードランド」スーパーマーケットを開設したことで始まり  、1967年までには州全体へチェーンを広げている。
フードランドはハワイに本拠があるスーパーでは最大で、Foodland、Sack 'n Save、Foodland Farmなどからなるサリヴァン・グループ（Sullivan Family of Companies）の中核店舗になっている。
フードランドはやはり地元のタイムズ・スーパーマッケット（Times Supermarkets）、KTAスーパーストアズなど、全米チェーンのセーフウェイ, コストコ、ウォルマートなどと競合関係にある。

## 参照項目
- KTAスーパーストアズ